# Війна за протоки (1350—1355)
Війна за протоки — третя венеційсько-генуезька війна, що тривала протягом п'яти років з 1350 по 1355 рік. Головних причин війни були три: посилення генуезької гегемонії в Чорному морі, захоплення Генуею візантійських Хіоса та Фокеї в 1346 році та результат візантійсько-генуезької віни 1348—1349 років, в результаті якої генуезці закріпили свій контроль за чорноморськими протоками, що утруднило венеційцям доступ до портів в цьому регіоні. Війна завдала обом сторонам значних збитків, і не вирішила конфлікту, закінчившись тимчасовим компромісом.

## Історичний контекст
З підписанням в 1261 році Німфейського договору Генуезька республіка забезпечила собі торгове панування в Чорному морі, що було неприйнятним для Венеційської республіки, яка також намагалась простягнути свої торговельні маршрути до Понту і близько 1291 року заснувала власну колонію в розташованому на півночі Персії між Чорним і Каспійським морями місті Тебриз, яке на той час було столицею монгольського ільханату Хулагуїдів. На початку XIV століття генуезькі позиції були набагато вигіднішими за венеційські, оскільки завдяки Німфейському договору Генуя могла базувати свою торгову мережу на численних колоніях, розташованих між Галатою в Константинополі і Кафою в Криму. Перша венеційська колонія на Чорному морі була надана в 1319 році імператором Трапезунду Олексієм Комніном, який в обмін на сплату податків на зважування товарів дозволив венеційцям оселитися в районі Леонтокастрон в Трапезунді.

## Причини

### Генуезька гегемонія в Чорному морі
Конфлікти з сусіднім генуезьким кварталом і початок громадянської війни, що розгорнулася в Трапезундській імперії, змусили венеційський сенат призупинити відправку торгових кораблів у 1346 році. Ще до падіння факторії в Трапезунді, венеційці були змушені у 1338 році покинути Тебриз, де сильна генуезька присутність і нестабільність регіону після смерті хана Абу Саїда поставили під загрозу безпеку венеційських купців.
Певний час венеційці могли розраховувати на сильну комерційну присутність у Криму в місті Солдайя (сучасний Судак), яке, однак, у першій половині XIV століття занепадало через жорстку конкуренцію з генуезькою Кафою і безперервні напади татар і ординців хана Узбека і врешті втратило будь-яку роль у міжнародній торгівлі на користь Кафи. Через безперервні конфлікти з генуезькою громадою і вбивство золотоординського аристократа в 1343 році, венеційці також втратили свою факторію в Тані, місті, розташованому в гирлі Дону, яке дозволяло Венеції вийти на ринки Середньої Азії та Далекого Сходу. Після вигнання венеційців з Тани, у наступному, 1344 році хан Джанібек вимагав від генуезців полишити Кафу, а після їх відмови взяв Кафу в облогу. Проте генуезьке місто завдяки своїм потужним укріпленням витримало облогу золотоординців. Венеційці скористалися нагодою і в липні 1345 року погодились підтримати генуезців в їх боротьбі з Джанібеком, за що отримали право торгувати в Кафі без будь-яких податків. Однак коли наступного року Кафа знову була атакована ханським військом, Венеція не допомагла генуезцям захищатись, а навпаки, вела з ханом сепаратні переговори, знову отримавши від нього доступ до Тани, що викликало гнів генуезців.

## Розвиток конфлікту

### Початок війни (1350)

#### Блокада проток

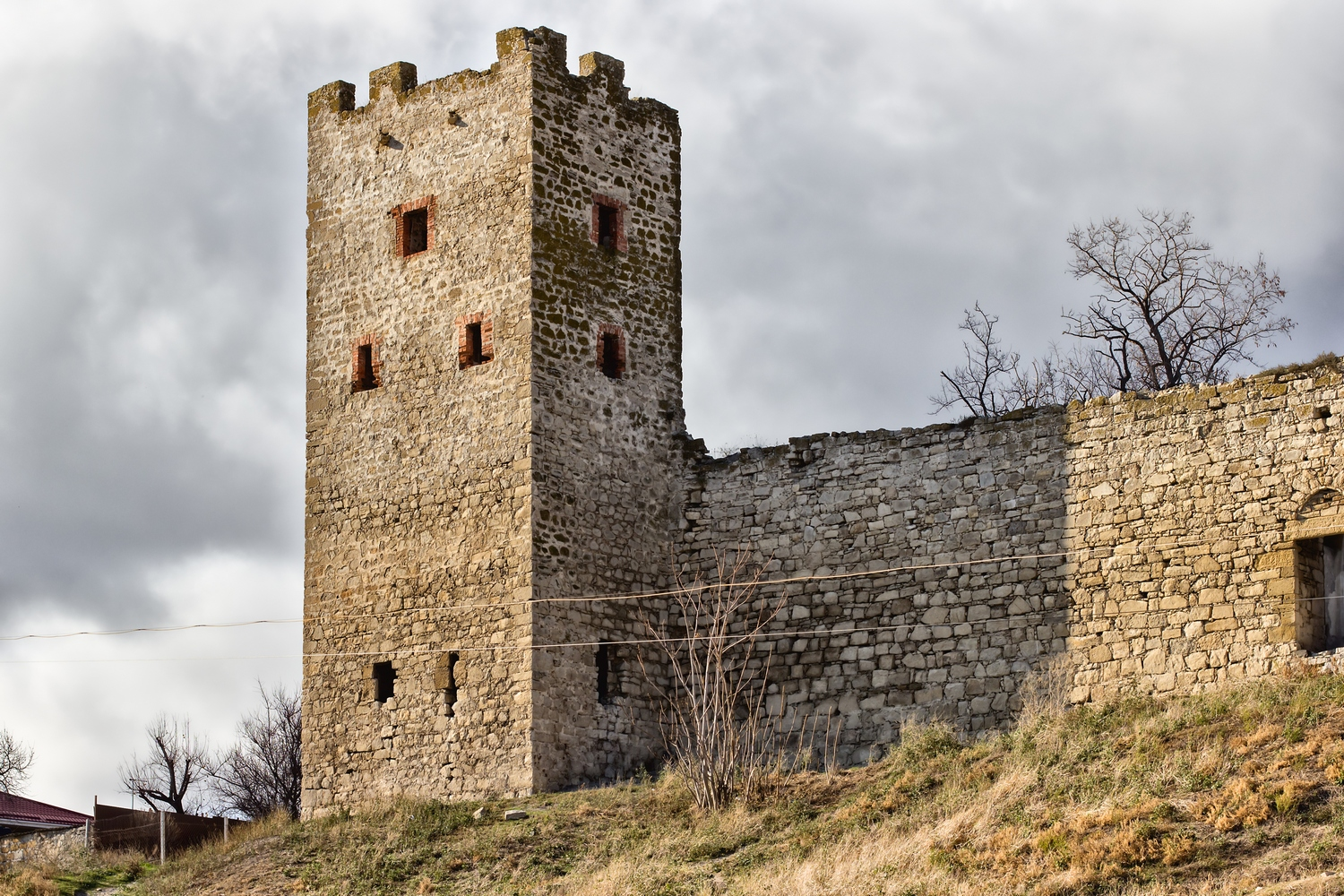
Вежа генуезької фортеці в Кафі, Криму.

Після поразки татар, генуезці отримали гегемонію над водами Чорного моря та його протоками і вирішили регулювати доступ до Чорного та Азовського морів шляхом здійснення морської блокади відповідно в протоці Босфор та в Керченській протоці. Отримавши контроль над Чорним морем, генуезці заборонили венеційським купцям торгувати в Тані та інших портах Меотідського болота (гирла Дону), натомість вони вимагали від венеційських кораблів зупинятись для здійснення торгових операцій в генуезькій Кафі, розташованій біля входу в Керченську протоку. Ця нова ситуація, однак, поставила венеційських купців у невигідне становище, яким, порівняно з Кафою, було зручніше торгувати в портах Меотіди, де завдяки меншій конкуренції можна було отримати вищі прибутки. Через короткий час венеційські кораблі повернулися, щоб попрямувати до Азовського моря, і коли вони прибули біля Кафи в гирлі  Керченської протоки, вони були захоплені генуезцями. Ситуація стала абсолютно неприйнятною для Венеційської республіки, тому 6 серпня 1350 року зі схвалення дожа Великої Консіліо Андреа Дандоло оголосив війну Генуезькій республіці. Після оголошення війни венеційський уряд виділив кошти для фінансування військових заходів, призначив комісію з шести старійшин і створив флот із тридцяти п'яти галер (шість із яких належали патрицію Марко Морозіні) під командуванням Марко Рузіні.

#### Битва при Кастро
Тридцять п'ять венеційських галер відпливли з Венеції в серпні і попрямували до Тани з метою зняття морської блокади генуезців. Зробивши зупинку в Модоні та досягнувши Негропонте, венеційського міста на острові Евбея, конвой був повідомлений про присутність в регіоні чотирнадцяти генуезьких торговельних кораблів під командуванням Ніколо де Маньєррі, що йшли до Галати, генуезького кварталу Константинополя. Рузіні вирішив вирушити на пошуки генуезького конвою, який між 18 і 19 вересня був знайдений пришвартованим у порту Кастро, міста поблизу венеційського Наполі-ді-Романья. Венеційцям вдалось захопити десять із чотирнадцяти генуезьких кораблів, але зайняті пограбуванням і захопленням полонених, венеційці не стали переслідувати чотири генуезькі галери, яким вдалось втікти. Через чотири дні венеційці повернулися до Негропонте зі здобиччю та полоненими, однак тим часом чотири генуезькі галери досягли Хіоса. Тут їх зустрів мер острова Сімоне Віньйозо, додав до них інших п'ять кораблів, що базувались на острові і відправив об'єднаний генуезький флот під командуванням Філіппо Доріа до Негропонте. У листопаді, дійшовши до міста Негропонте, генуезька армія висадилася, звільнила полонених і підпалила місто. Після інциденту командир Марко Рузіні та подеста Негропонта Томмазо Віаро були відправлені під суд, і обидва були виправдані, але Рузіні усунули від командуванням флотом у наступних боях.

### Спроба завоювання Галати (1351—1352)

#### Союз між венеційцями та арагонцями

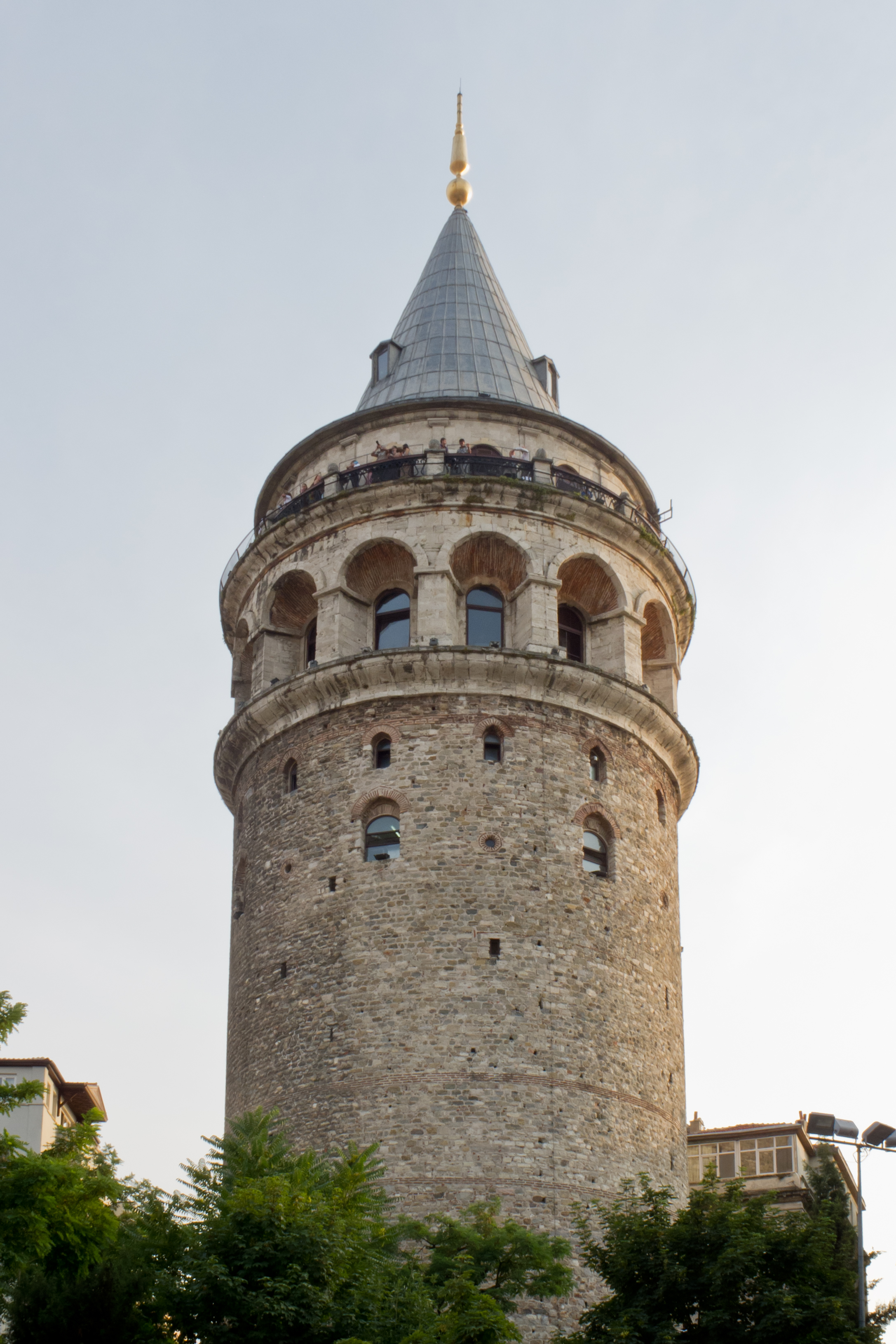
Побудована в 1348 році Галатська вежа була фундаментальною частиною оборони Генуезького району.

Щоб ефективно боротися з генуезцями, Венеція була змушена шукати союзників і знайшла їх в Арагоні. Попри десятиліття напруженості, спричиненої нападами Каталонської компанії на Афінське герцогство та Негропонте, венеційцям і арагонцям вдалося домовитись про спільний союз, спрямований проти Генуї, з якою у Арагона був давній конфлікт через суперництво по встановленню контролю над Сардинією. 16 січня 1351 року венеційський уряд уклав угоду з Педро IV, згідно якої король обіцяв озброїти вісімнадцять галер, а Венеційська республіка обіцяла відшкодовувати йому дві третини витрат. У травні 1351 року візантійський імператор Іоанн VI також приєднався до венеційсько-арагонського альянсу, зобов'язавшись поставити десяток кораблів, дві третини яких також були оплачені Венецією. Венеційські кораблі, додані до вісімнадцяти арагонських і дванадцяти візантійських, мали на меті захопити генуезькі факторії в регіоні, повернути Галату і Хіос візантійцям і знищити генуезький флот, щоб остаточно нейтралізувати Генуезьку Республіку. Щоб продовжити дії, венеційський уряд призначив комісію з двадцяти п'яти старійшин і 28 листопада 1350 року надав Нікколо Пізані командування флотом з двадцяти двох галер, які 12 березня 1351 року відпливли з Венеції до Константинополя із завданням знищити генуезький квартал Галата.

#### Облога Негропонта

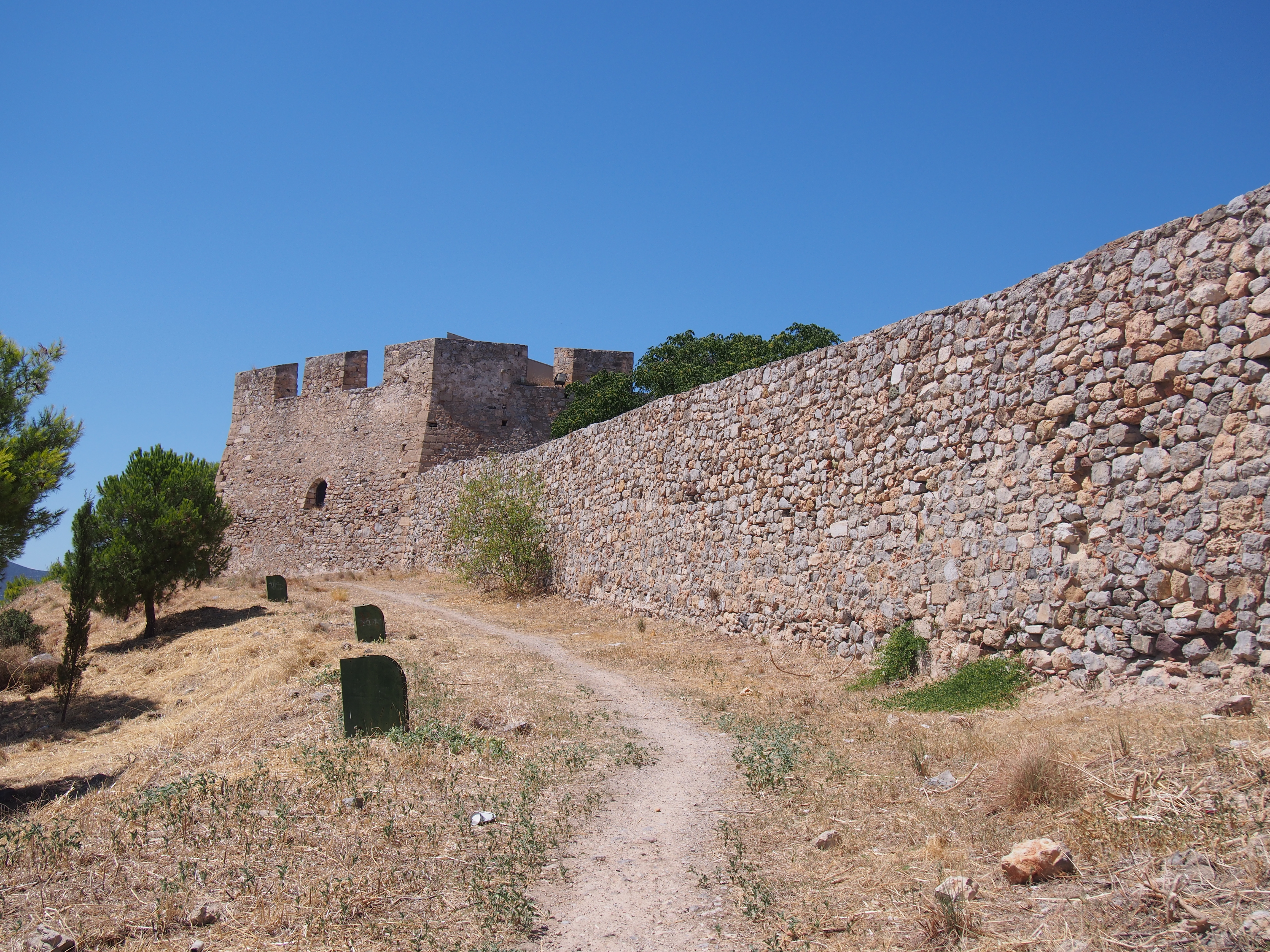
Стіни Негропонте, головного венеційського міста на острові Евія.

Дізнавшись про триваючі переговори між венеційцями, каталонцями та візантійцями в листопаді 1350 року, дож Джованні да Валенте виділив фонд у 300 000 генуезьких лір для війни проти Венеції, доручив технічну підготовку комісії та озброїв шістдесят галер, набравши близько десяти тисяч моряків. Флот було довірено командуванню Пагано Доріа, який 13 липня 1351 року, через чотири місяці після венеційців, залишив Геную з метою знайти і нейтралізувати венеційський флот ще до його об'єднання з каталонським конвоєм. Після зупинки в Гаеті і Мессіні 24 липня, не виявивши венеційського флоту, Доріа вирішив здійснити набіг в Адріатичне море до Валони, але зумів захопити лише один венеційський корабель біля Корфу.
Об'єднаний венеційсько-візантійський флот під командуванням Нікколо Пізані почав атаку на Галату, де венеційській армії вдалося захопити кілька генуезьких кораблів, що повертались з Тани. Через загрозу наближення генуезького флоту під командуванням Пагано Доріа до Негропонте, венеційський полководець Нікколо Пізані вирішив припинити облогу Галати і повернутись захищати Негропонте, куди він прибув 4 серпня 1351 року. Приблизно наприкінці серпня Доріа також досяг Негропонта і генуезька армія розпочала облогу міста. Дізнавшись про ситуацію у вересні 1351 року, венеційський уряд доручив Панкраціо Джустініану командування тридцятьма галерами, відправленими на Сицилію, щоб приєднатися до двадцяти двох кораблів арагонських союзників. Почувши звістку про наближення венеційських підкріплень, Доріа був змушений зняти облогу, попрямувавши в бік Хіоса для відновлення тут війська. Відпливши з Хіоса, Доріа здійснив набіг на Тенедос, Мітилену та Іраклею, де зустрів опір візантійців і втратив кількох моряків, але зумів пограбувати острів. Тим часом османський султан Орхан I та емір Айдину Хізир бін Мехмед через їхні конфлікти з Візантійською імперією запропонували матеріально-технічну підтримку генуезцям, надаючи їм продовольство та інформацію про розташування венеційських військ. Після рейдів в Егейському морі Доріа вирушив до Константинополя, досягнувши генуезького кварталу Галата в листопаді 1351 року.

#### Битва за Босфор

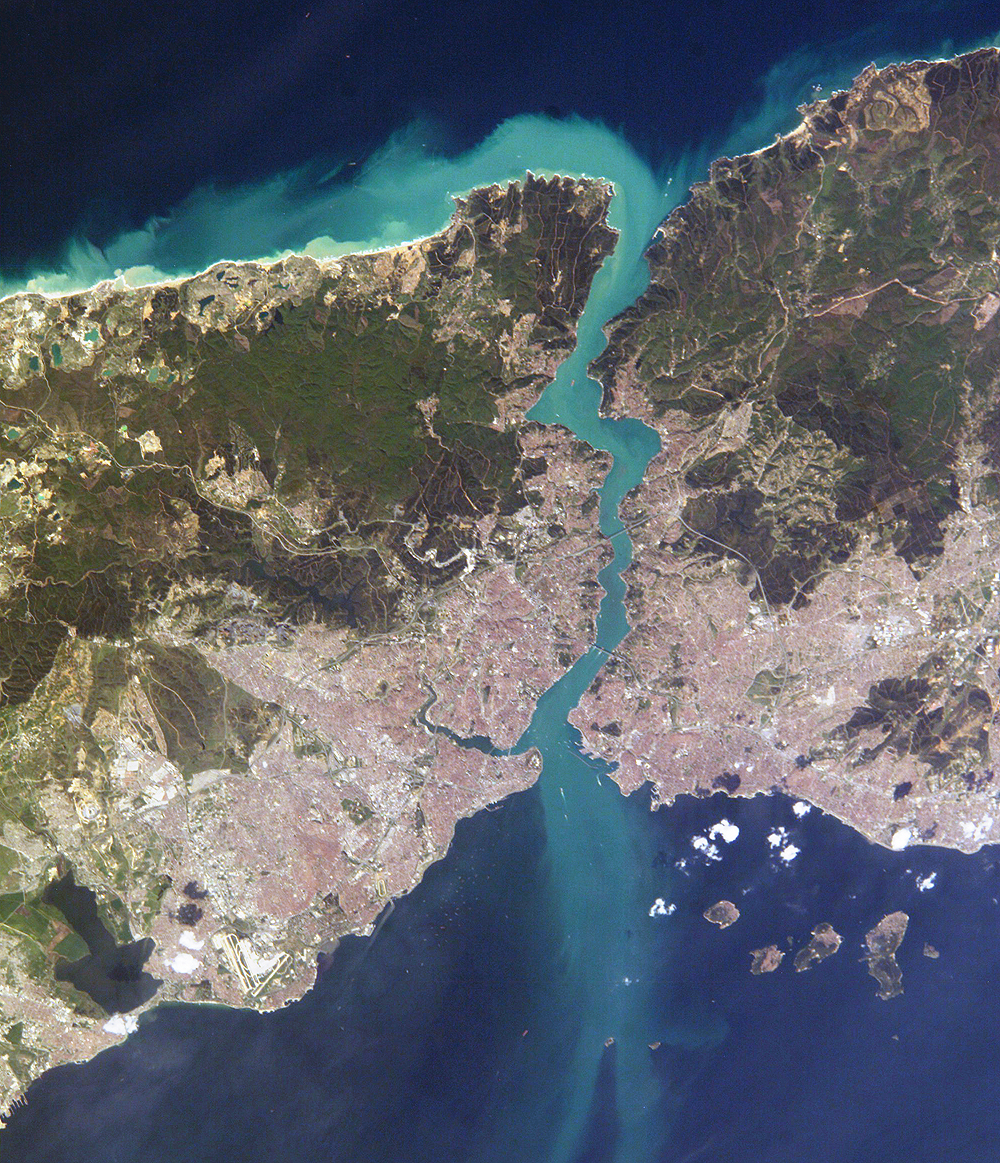
Протока Босфор з Принцевими островами справа.

Тим часом флотилія під командуванням Панкраціо Джустініані приєдналась до арагонської флотилії Понцо де Сантапана, і вони разом відпливли до Негропонте, де на них чекав Нікколо Пізані, і звідти увесь об'єднаний венеційсько-арагонський флот вийшов в напрямку Галати, маючи на мені її знищення. Після розграбування Созополя, Доріа вирішив випередити кроки венеційців, запобігши їх возз'єднанню з візантійською флотилією і відплив з Галати на зустріч венеційсько-арагонському флоту. Доріа зустрів венеційсько-арагонський флот 13 лютого 1352 року за дві години до заходу сонця на Принцевих островах і відразу розпочав Битву за Босфор. Сильний вітер, сприятливий для венеційців, змусив Доріа відступити до протоки Босфор, пройшовши Галату та досягнувши міста Диплоконіон поблизу сучасного Бешикташа. Шторм не дозволив генуезцям і венеційцям правильно розташуватися, і в цій хаотичній ситуації венеційські та арагонські кораблі наздогнали генуезькі. Арагонський командир Сантапан вирішив піти назустріч генуезцям і розпочати битву без узгодження цього рішення з Нікколо Пізані, який бачив несприятливі умови і волів би дочекатися їх покращення. Ситуація зробила зіткнення надзвичайно хаотичним, оскільки кораблі розділилися на кілька груп, які атакували один одного в численних ізольованих поєдинках протягом ночі, попри триваючий шторм .
У битві обидві сторони зазнали великих втрат, але найбільших втрат зазнали арагонці, які  разом з венеційцями відступили на світанку. Під час битви загинули арагонський полководець Понціо де Сантапан і венеційський полководець Панкраціо Джустініані. Попри величезні втрати, генуезці продовжували боротьбу проти візантійців і завдяки допомозі османів заблокували Константинополь, змусивши капітулювати імператора Іоанна VI, який 6 травня 1352 року підписав мирний договір з генуезцями, розірвавши союз з венеційцями та каталонцями. У договорі імператор надав Галату в повне володіння генуезцям і підтвердив умови Німфейського договору. Було також встановлено, що вся візантійська торгівля до Тани була дозволена генуезцями. Після підписання договору Доріа зібрав залишки свого флоту та досяг Генуї 11 серпня 1352 року. Крім генуезців, імператор також повинен був задовольнити венеційців, які вимагали повернення позики в 20 000 дукатів, наданої візантійцям перед війною. Щоб уникнути венеційської помсти, Іоанн IV вирішив віддати їм як заставу острів Тенедос.

### Прелюдія до сардинсько-каталонської війни (1353)

#### Арагонці претендують на Сардинію
Альянс між венеційцями та арагонцями, укладений 16 січня 1351 року, мав своєю головною метою нейтралізацію Генуезької республіки шляхом завоювання її колоній на Чорному морі та її володінь на Сардинії. Однак до цього моменту війна торкалася лише інтересів венеційців, які за допомогою арагонців безуспішно намагалися завоювати генуезьку колонію Галата. Однак на початку 1353 року арагонці запросили венеційську підтримку для проведення своїх військових операцій на Сардинії. У той час Сардинія була поділена між Арагонською короною, яка управляла більшою частиною острова через Сардинське королівство, Арборейським юдікатом на чолі з Маріано IV, союзником Арагону, і Доріа, стародавньою генуезькою родиною і ворогом арагонців, яка контролювала міста Кастельсардо та Альгеро.

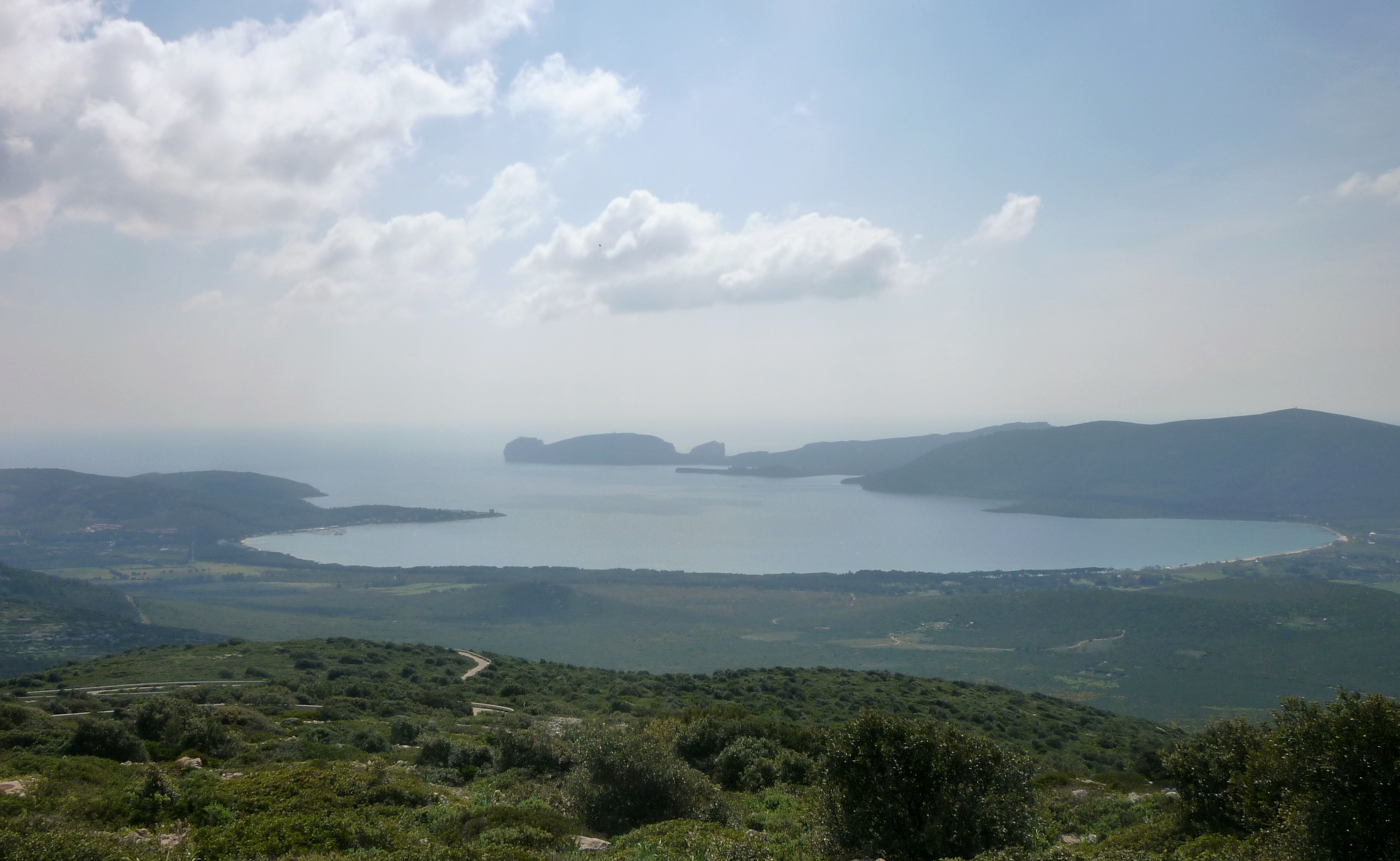
Бухта Порто-Конте біля Альгеро, де 25 серпня 1353 року відбулася битва при Лохері.

Починаючи з 1347 року, з поразкою арагонської армії в битві при Айду-де-Турду, напруженість між сторонниками Доріа та арагонцями поступово зростала, крім того, нетерпимість до арагонського володіння судді Маріано IV піддавалася все більшій небезпеці Арагонські володіння на острові. 15 лютого 1353 року Доріа погодилися поступитися своїми володіннями в Альгеро Республіці Генуя. Ця нова ситуація викликала негайну реакцію Педро IV Арагонського, який 13 березня 1353 року оголосив війну Республіці Генуя з наміром завоювати місто Альгеро, поставивши Бернардо де Кабреру на чолі сільської місцевості. Він покинув Валенсію 18 липня 1353 року і незабаром дістався Мао на острові Менорка, де йому було повідомлено, що венеційська команда з двадцяти галер під командуванням Нікколо Пізані чекає на нього в Кальярі та що губернатор королівства Сардинія Рамбальдо де Корбера, щойно завоював генуезьке володіння Кастельсардо. 18 серпня 1353 року Кабрера відплив до Альгеро на чолі флоту з сорока шести галер і п'яти «круглих» кораблів, які були готові почати тривалу облогу .

#### Битва при Лохері
25 серпня 1353 року венеційсько-арагонський флот під командуванням Пізані завдав нищівної поразки генуезцями під командуванням Антоніо Грімальді біля Порто-Конте біля узбережжя Альгеро в битві біля Лохери, поклавши початок сардинсько-каталонській війні. Після важкої поразки, Генуезька республіка погодилась прийняти протекторат міланського герцога Джованні Вісконті, в обмін на отримання від нього фінансової підтримки.

### Битва при Сапіенці та закінчення війни (1354—1355)

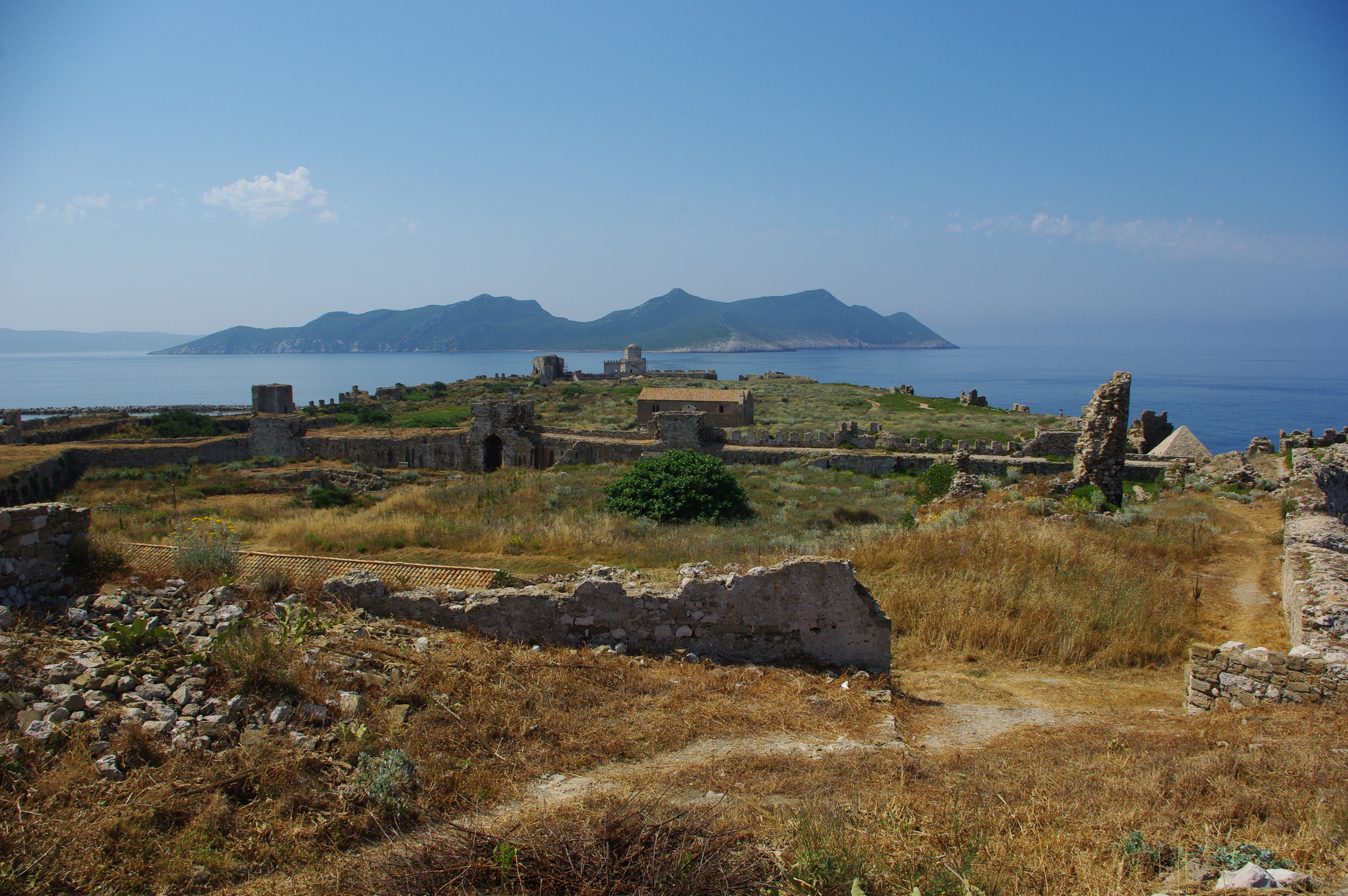
Вид на острів Сапієнца з укріпленого венеційського міста Модоне.

У 1354 році Пагано Доріа застав Пізані зненацька під час його стоянки на острові Сапієнца на Пелопоннесі, захопивши весь венеційський флот. Ця поразка сприяла усуненню дожа Марино Фальєро, якого обезголовили, і 1 червня 1355 року Венеція уклала мир з Генуєю.

## Наслідки
Війна завдала обом сторонам значних збитків, і не вирішила конфлікту, закінчившись тимчасовим компромісом.
Скориставшись моментом слабкості, на Венецію напав король Угорщини Людовик I, який заволодів Далмацією.
Генуезці були дуже незадоволені умовами миру, нав'язаними їм Вісконті. Генуя, не маючи більше потреби в підтримці Мілана, поклала кінець його протекторату в 1356 році. Відновивши сили, суперники знову почали готуватись до боротьби. У 1372 під час свят з нагоди коронації короля Кіпру Петра II де Лузіньяна через право сидіти на почесному місці посварилися генуезький подеста та венеційський байло. Генуезці скористалися цим приводом, щоб розв'язати Кіпро-генуезьку війну, в результаті якої вони захопили Фамагусту і поставили острів під свій контроль. У 1376 р. почалася боротьба двох республік за острів Тенедос, яка незабаром призвела їх до кульмінації протистояння — війни Кіоджи.
В ході Війни за протоки відбулась одна з перших збройних сутичок венеційців з османами, коли Венеція виступила союзником Візантії, а Генуя залучила на свою сторону османів Орхана I. При укладанні післявоєнних домовленостей з Візантією, венеційці завбачливо погодились захищати Візантію від усіх ворогів, окрім османів Мурада І.